# Colletot
Colletot é uma comuna francesa na região administrativa da Normandia, no departamento de Eure. Estende-se por uma área de 4,33 km². Em 2010 a comuna tinha 208 habitantes (densidade: 48 hab./km²).